# Loge-Fougereuse
Loge-Fougereuse é uma comuna francesa na região administrativa da Pays de la Loire, no departamento de Vendéia. Estende-se por uma área de 10,37 km². Em 2010 a comuna tinha 402 habitantes (densidade: 38,8 hab./km²).